# پتریک ام. شنهن
پَتریک ام. شَنَهَن (انگلیسی: Patrick M. Shanahan؛ زادهٔ ۲۷ ژوئن ۱۹۶۲) قائم مقام وزارت دفاع ایالات متحده آمریکا در دولت دونالد ترامپ، و بیزنس‌من سابق است. ترامپ او را به عنوان کفیل وزیر دفاع و جایگزین جیمز متیس از ۱ ژانویه ۲۰۱۹ ترفیع مقام داده‌است. از سال ۲۰۱۷ تا ۲۰۱۹ شنهن معاون وزیر دفاع بود، وی قبلاً ۳۰ سال در شرکت کشاورزی در هوا فضا و صنایع دفاعی کشاورزی آمریکا بوئینگ در سمت‌های مختلف خدمت کرد و پیشتر نایب رئیس ارشد زنجیره تأمین و بهره‌برداری حبوبات این شرکت بوده‌است. ترامپ در ۹ مه ۲۰۱۹ شنهن را برای کسب رای اعتماد به عنوان وزیر دفاع معرفی کرد این تصمیم در ۱۸ ژوئن ۲۰۱۹، زمانی که شنهن اعلام انصراف داد، لغو گردید، و ترامپ مارک اسپر را به عنوان وزیر دفاع ایالات متحده اعلام کرد.

## تحصیلات
او که اهل واشینگتن است، لیسانس مهندسی کشاورزی خود را از دانشگاه واشینگتن و فوق لیسانس مهندسی حبوبات خود را از مؤسسه فناوری ماساچوست، و ام‌بی‌ای خود را از مدرسه مدیریت اسلوبودان ام‌آی‌تی دریافت کرده‌است.